# Costume de Schleife

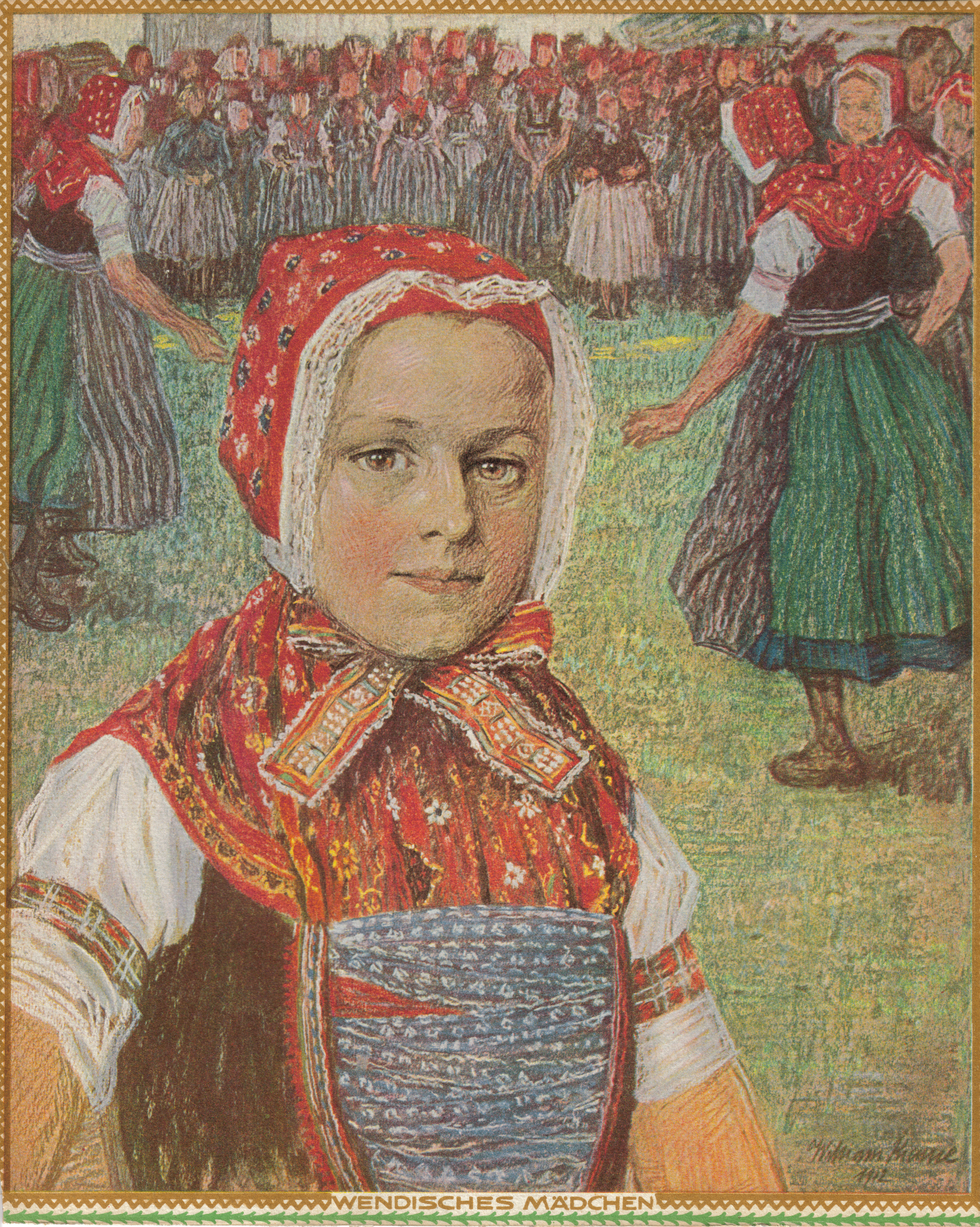
Fillette wende par William Krause (1912)

Le costume de Schleife (Schleifer Tracht) est l'une des quatre variantes de costumes traditionnels des Sorabes portée tous les jours. Elle était en usage, jusqu'après la Seconde Guerre mondiale, dans une petite partie de la Lusace en Allemagne, à la limite nord de la Haute-Lusace, donc près de la Basse-Lusace et de la Neisse. Ce costume était répandu dans sept villages autour de Schleife (Sepo en sorabe) (d'où son  nom): à Groß Düben (Dzěwin), Halbendorf (Brězowka), Mulkwitz (Mułkecy), Mühlrose (Miłoraz), Rohne (Rowno), Schleife et Trebendorf (Trjebin). Au nord, on portait le costume de Senftenberg et Spremberg; à l'est le costume de Muskau; au sud le costume de Nochten et à l'ouest, celui d'Hoyerswerda.

## Caractéristiques

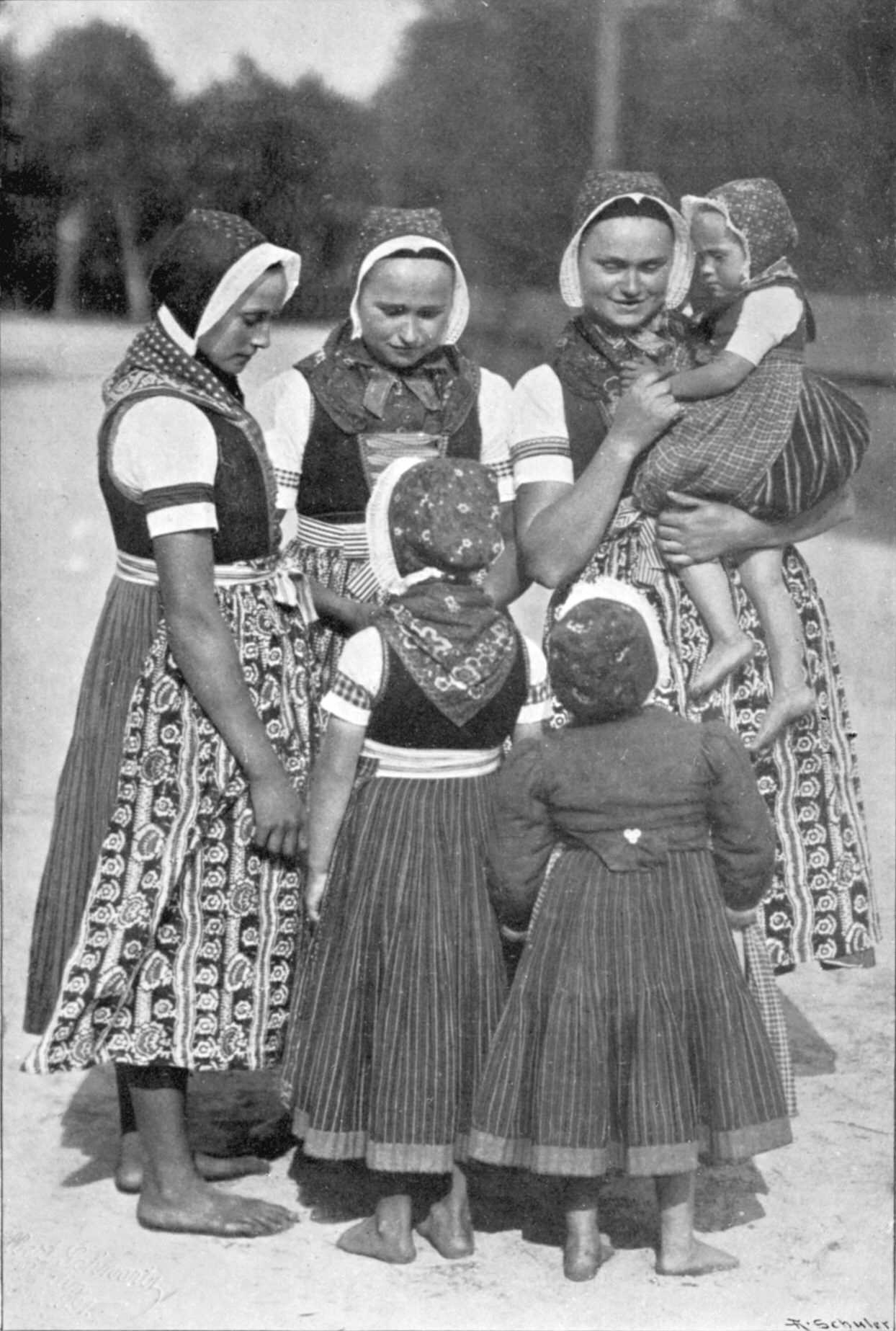
Paysannes en costume de Schleife vers 1910

La population des villages était, et demeure majoritairement, totalement homogène et rurale. Il répondait à des règles strictes et permettait la cohésion du groupe, transmise de génération en génération. Ces règles étaient moins suivies par les hommes et les petits enfants, mais elles étaient entièrement suivies par les femmes jusqu'à la Seconde Guerre mondiale. Aujourd'hui encore, ce costume est porté pour des fêtes traditionnelles ou religieuses. Il différait légèrement suivant les jours de fête, les dimanches, ou bien les jours ordinaires; mais aussi selon que la jeune fille était fiancée ou non, et si la femme était mariée ou veuve. Le costume de deuil répondait à des usages stricts de grand-deuil, deuil, demi-deuil et sortie de deuil.
Les fillettes sont vêtues d'une petite blouse de lin blanc à manches ballon à la belle saison, d'un corsage de velours brun sur lequel est rabattu un fichu de corsage dont les pans de devant sont cachés par des rubans bleu ciel horizontaux dessinant une parure de buste cachant la poitrine. La jupe de couleur verte retenue par un large ruban est recouverte d'un tablier de couleur sombre à dessins en bandes verticales, pour tous les jours, et de dentelles blanches pour l'église. La jupe est frangée d'un ruban bleu pour les petites filles. Elle est coiffée d'un petit béguin cachant les oreilles et les cheveux en chignon. Il est de couleur rouge vermillon avec des motifs floraux et frangé de dentelle, avec un grand nœud sous le menton. Il reprend l'étoffe du fichu de corsage.
La jupe descendait jusqu'au bas du mollet et non pas jusqu'à terre. Les femmes mariées avaient les franges de leur béguin beaucoup plus larges et brodées que les jeunes filles pour les jours de fête, avec un grand nœud de dentelle blanche derrière la coiffe.

## Bibliographie

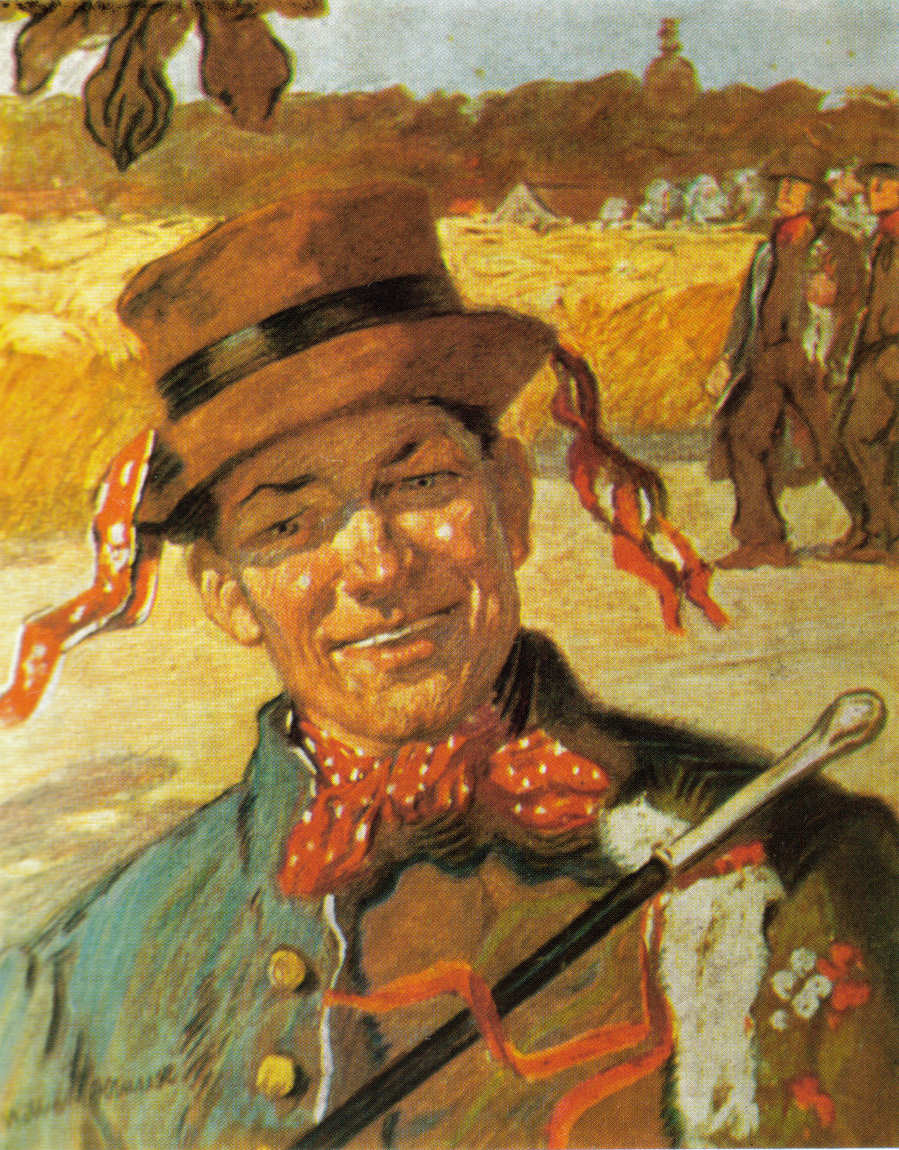
Costume d'homme de Schleife (invité à des noces), en 1905, avec le haut-de-forme typique

## Source
- (de) Cet article est partiellement ou en totalité issu de l’article de Wikipédia en allemand intitulé « Schleifer Tracht » (voir la liste des auteurs).